# Was gesagt werden muss

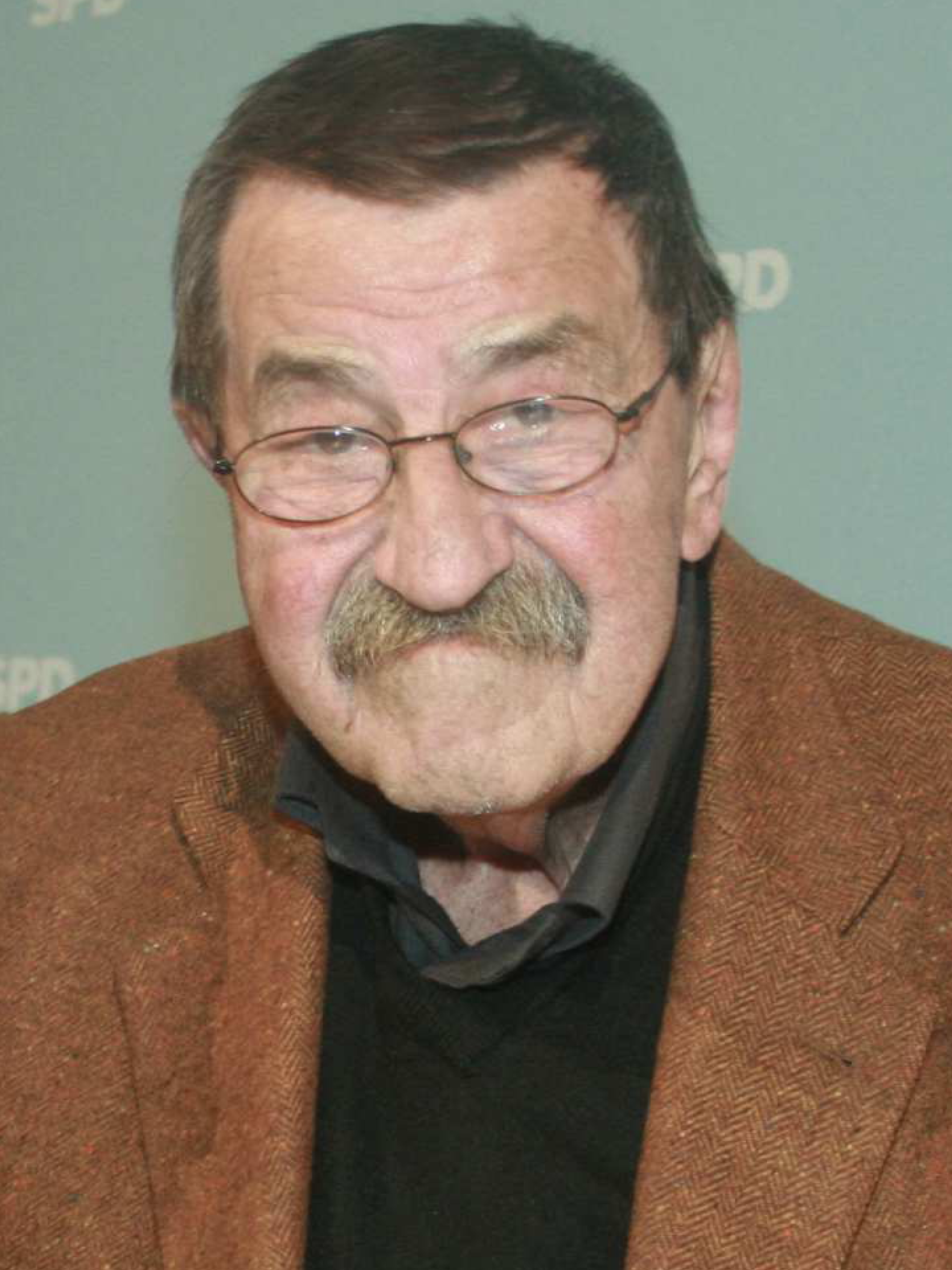
Günter Grass, Autor des Gedichts (2012)

Was gesagt werden muss ist ein politisches Gedicht des Schriftstellers Günter Grass, das am 4. April 2012 in den Tageszeitungen Süddeutsche Zeitung, La Repubblica und El País erschien. In diesem Prosagedicht wirft Grass Israel vor, mit seinen Kernwaffen den „ohnehin brüchigen Weltfrieden“ zu gefährden und einen „Erstschlag“ gegen die Islamische Republik Iran zu planen, „der das […] iranische Volk auslöschen könnte“. Er kritisiert in diesem Zusammenhang die Lieferung von deutschen Unterseebooten an Israel.
Zugleich setzt er sich in dem Text mit einer von ihm behaupteten Tabuisierung der Kritik an einem unkontrollierten atomaren Potential Israels auseinander. Die Missachtung dieses Tabus werde als Antisemitismus beurteilt. Deutschland, das „von ureigenen Verbrechen, die ohne Vergleich sind“, betroffen sei und „zur Rede gestellt“ werde, drohe – durch diese U-Boot-Lieferung, die vordergründig als eine Form der Wiedergutmachung ausgegeben würde – einen möglichen Angriff auf den Iran zu unterstützen, der nur durch Befürchtungen statt Beweise begründet sei. Als Lösung des Konflikts fordert der Sprecher des Gedichts internationale Kontrollen der „vom Wahn okkupierten Region“.
Nach der Veröffentlichung entspann sich eine Debatte, an der sich Politiker, Journalisten, Schriftsteller, Geisteswissenschaftler und Vertreter jüdischer Organisationen beteiligten. Das Gedicht wurde in den deutschen Medien mehrheitlich abgelehnt, was Grass zur Kritik an einer angeblichen „gewissen Gleichschaltung der Meinung“ veranlasste. Zum Teil wurde der Vorwurf des Antisemitismus erhoben, zum Teil wurden Grass und sein Gedicht gegen diesen Vorwurf verteidigt.
Am 8. April 2012 erklärte der israelische Innenminister Eli Jischai Günter Grass zur Persona non grata und verhängte ein Einreiseverbot gegen Grass. Einige israelische Persönlichkeiten und die Tageszeitung Haaretz kritisierten das Einreiseverbot.

## Form und Inhalt

### Form
Der Text ist in Form eines Prosagedichts gehalten. Er besteht aus neun Absätzen oder Strophen, von denen jede für sich einen inhaltlichen Abschnitt bildet und auf kurze reimlose Zeilen umbrochen ist. Grass verwendet ein Lyrisches Ich, um seinem „Aufruf“, wie er sein Gedicht im Tagesthemen-Interview auch nennt, Nachdruck zu verleihen. Sechs der neun Strophen thematisieren ein „Schweigen“ bzw. „Verschweigen“.

### Inhalt
Das Gedicht beginnt mit der Frage nach dem Schweigen des Sprechers darüber, „was offensichtlich ist und in Planspielen  geübt wurde, an deren Ende als Überlebende  wir allenfalls Fußnoten sind.“ Das „behauptete Recht auf den Erstschlag“ könne „das von einem Maulhelden“ – gemeint ist Mahmud Ahmadinedschad – „unterjochte und zum organisierten Jubel gelenkte iranische Volk auslöschen“. In seinem Machtbereich werde der Bau einer Atombombe lediglich vermutet, während Israel über ein geheimgehaltenes wachsendes unkontrolliertes atomares Potenzial verfüge. Das allgemeine Verschweigen dieser Tatsache empfinde er als „belastende Lüge und Zwang“, der bei Missachtung zu Strafe führe. „Das Verdikt ‚Antisemitismus‘“ sei „geläufig“.
Als Grund für die Beendigung seines bisherigen Schweigens wegen seiner „von nie zu tilgendem Makel behafteten Herkunft“ nennt Grass in seinem Text die beabsichtigte „rein geschäftsmäßig“ als Wiedergutmachung deklarierte Lieferung eines weiteren U-Bootes an Israel „aus meinem Land, das von ureigenen Verbrechen, die ohne Vergleich sind, Mal um Mal eingeholt und zur Rede gestellt wird.“ Die Spezialität dieser U-Boote bestehe darin, „allesvernichtende Sprengköpfe dorthin (gemeint ist der Iran) lenken zu können, wo die Existenz einer einzigen Atombombe unbewiesen“ sei. Diese „ausgesprochene Wahrheit“ sei „dem Land Israel, dem ich verbunden bin und bleiben will, zuzumuten.“ Mit „letzter Tinte“ sage er, „die Atommacht Israel gefährde den ohnehin brüchigen Weltfrieden.“ Deutsche könnten als Zulieferer eines voraussehbaren Verbrechens mitschuldig werden – eine Mitschuld, die „durch keine der üblichen Ausreden zu tilgen wäre.“
Der Sprecher kritisiert weiterhin die „Heuchelei des Westens“ und hofft, „es mögen sich viele vom Schweigen befreien, den Verursacher der erkennbaren Gefahr zum Verzicht auf Gewalt aufzufordern“. Schließlich fordert er eine „unbehinderte und permanente Kontrolle des israelischen atomaren Potentials und der iranischen Atomanlagen durch eine internationale Instanz“, die von den Regierungen beider Staaten zugelassen werde; nur so sei „allen, den Israelis und Palästinensern, mehr noch, allen Menschen, die in dieser vom Wahn okkupierten Region dicht bei dicht verfeindet leben und letztlich auch uns zu helfen.“

## Rezeption
Nach der Veröffentlichung des Gedichts begann insbesondere in Deutschland eine kontroverse Diskussion, an der sich die mediale Öffentlichkeit, aber auch eine breitere Öffentlichkeit durch Leserbriefe und Internetbeiträge beteiligte. Dabei waren Diskrepanzen zwischen in den Medien erschienenen, überwiegend kritischen und ablehnenden Stellungnahmen und den in Leserbriefen und in der Ostermarschbewegung vertretenen, mehrheitlich positiven Bewertungen auffällig. Im Internet gab es darüber hinaus offen antisemitische Äußerungen.
Umstritten ist nicht nur Grass’ Darstellung des Konflikts zwischen Israel und dem Iran und sein Postulat einer Verpflichtung zum politischen Schweigen über Israel. Auch hinsichtlich seiner Wortwahl gibt es unterschiedliche Auffassungen. Einige Kritiker warfen Grass persönlich Antisemitismus vor oder bescheinigten jedenfalls dem Text antisemitische Argumentationsstrukturen, andere Rezipienten nahmen sowohl seine Person als auch sein Gedicht vor Antisemitismusvorwürfen in Schutz. Befürworter begrüßten seinen politischen Impuls und folgten seiner zentralen Argumentation. Viele Kommentatoren betonten, dass Kritik an Israel grundsätzlich zulässig sei. Einige von ihnen beanstandeten aber, dass sich Grass als moralische Instanz und Kritiker Israels durch sein – im Gedicht nicht thematisiertes – jahrzehntelanges Verschweigen der eigenen Waffen-SS-Angehörigkeit als Jugendlicher persönlich disqualifiziert habe.

### Rezeption durch Politiker und andere politische Rezeption
Der israelische Ministerpräsident Benjamin Netanjahu bezeichnete kurz nach der Veröffentlichung die Aussagen des Gedichts als falsch und verwerflich. Es überrasche ihn nicht, dass ein Schriftsteller, der 60 Jahre lang seine Mitgliedschaft in der Waffen-SS verschwiegen habe, den einzigen jüdischen Staat für die größte Bedrohung des Weltfriedens halte und ihm das Recht abspreche, sich selbst zu verteidigen. Grass’ Behauptung, Israel bedrohe den Weltfrieden, nannte Netanjahu später gegenüber der Welt am Sonntag einen „absoluten Skandal“. Grass habe eine „perfekte moralische Verdrehung geschaffen, in der der Aggressor zum Opfer wird und das Opfer zum Aggressor.“ Noch empörender sei, dass dies von einem deutschen Nobelpreisträger komme und nicht etwa von einem Teenager einer Neo-Nazi-Partei.
Seine Ablehnung drückte ebenfalls der israelische Gesandte in Berlin Emmanuel Nahshon aus: Israel sei der einzige Staat, dessen Existenzrecht öffentlich angezweifelt werde. Man sei „nicht bereit, die Rolle zu übernehmen, die Günter Grass uns bei der Vergangenheitsbewältigung des deutschen Volkes zuweist“. Ferner stellte er das Gedicht in die „europäische Tradition“, zu der es gehöre, „die Juden vor dem Pessach-Fest des Ritualmords anzuklagen.“
Israels ehemaliger Botschafter in Deutschland Avi Primor äußerte, er schätze Grass als Schriftsteller und glaube nicht, dass er Antisemit sei. Jedoch beurteile er die Lage falsch, da Israel den Iran „niemals“ mit Atomwaffen angreifen und das iranische Volk damit „vernichten“ werde.
Dieter Graumann, Präsident des Zentralrats der Juden in Deutschland, nannte Grass zwar einen „hervorragenden Autor“, den Text aber „ein aggressives Pamphlet der Agitation“, denn es sei der Iran, der den Frieden bedrohe, dessen Regime die Bevölkerung unterdrücke und den Terrorismus finanziere.
Der Sprecher der Bundesregierung Steffen Seibert verweigerte eine Bewertung mit Verweis auf die in Deutschland geltende Freiheit der Kunst.
CDU-Generalsekretär Hermann Gröhe sagte am Tag der Veröffentlichung, er sei „über (…) Tonlage [und] (…) Ausrichtung dieses Gedichtes entsetzt“. Ruprecht Polenz, CDU-Abgeordneter und Vorsitzender des Auswärtigen Ausschusses des Bundestages, widersprach der einseitigen Schuldzuweisung an Israel. „Das Land, das uns Sorgen bereitet, ist der Iran.“ Grass verwechsele Ursache und Wirkung. Auch die SPD-Politiker Andrea Nahles und Rolf Mützenich äußerten sich ablehnend. Der Grünenvorsitzende Cem Özdemir hielt Grass Populismus vor, da er sich als Überwinder eines Tabus inszeniere, das es gar nicht gebe. Antisemitismusvorwürfe als Indiz dieses vermeintlichen Tabus ins Feld zu führen, sei „perfide“. Volker Beck nannte das Gedicht „ein verbrämtes ‚Man muss doch einmal sagen dürfen‘“ sowie eine „Kolportage des antisemitischen Stereotyps eines vermeintlichen Tabus der Kritik an israelischer Politik“. Der Vorsitzende der deutsch-israelischen Parlamentariergruppe Jerzy Montag von den Grünen nahm Bezug auf die Kunstfreiheit, meinte aber einschränkend, wenn Grass einen politischen Meinungsartikel mit diesen Argumenten geschrieben hätte, wäre dieser „verheerend“.
In einer Pressemitteilung der Bundestagsfraktion der Partei Die Linke kommentierte Wolfgang Gehrcke das Gedicht positiv. Grass habe „den Mut auszusprechen, was weithin verschwiegen wurde“. Laut Jan Korte, ebenfalls Vertreter dieser Partei, ist es hingegen „fragwürdig, dass ausgerechnet ein ehemaliges Mitglied der Waffen-SS ein angebliches Tabu bricht“. Grass unterstelle Israel einen „Vernichtungswillen“ und verwechsle damit Ursache und Wirkung.
Imre Török, Vorsitzender des Verbandes deutscher Schriftsteller, wies unter der Überschrift Mit Goethe für Grass die Kritik der „General-Sekretäre der Parteien“ als „einseitig und überzogen“ zurück.
Beate Klarsfeld verglich eine Hitler-Rede aus dem Jahre 1939 gegen „das internationale Finanzjudentum“ mit dem Grass-Gedicht. Werde die Bezeichnung „internationales Finanzjudentum“ durch „Israel“ ersetzt, „dann werden wir von dem Blechtrommelspieler die gleiche antisemitische Musik hören“, schrieb sie in ihrer Erklärung. Sie argumentierte, der Iran drohe ständig damit, den Staat Israel auszulöschen. Sie halte diese Drohungen für ernst zu nehmen und sehe eine Parallele zur Bedrohung der europäischen Juden durch Nazi-Deutschland.

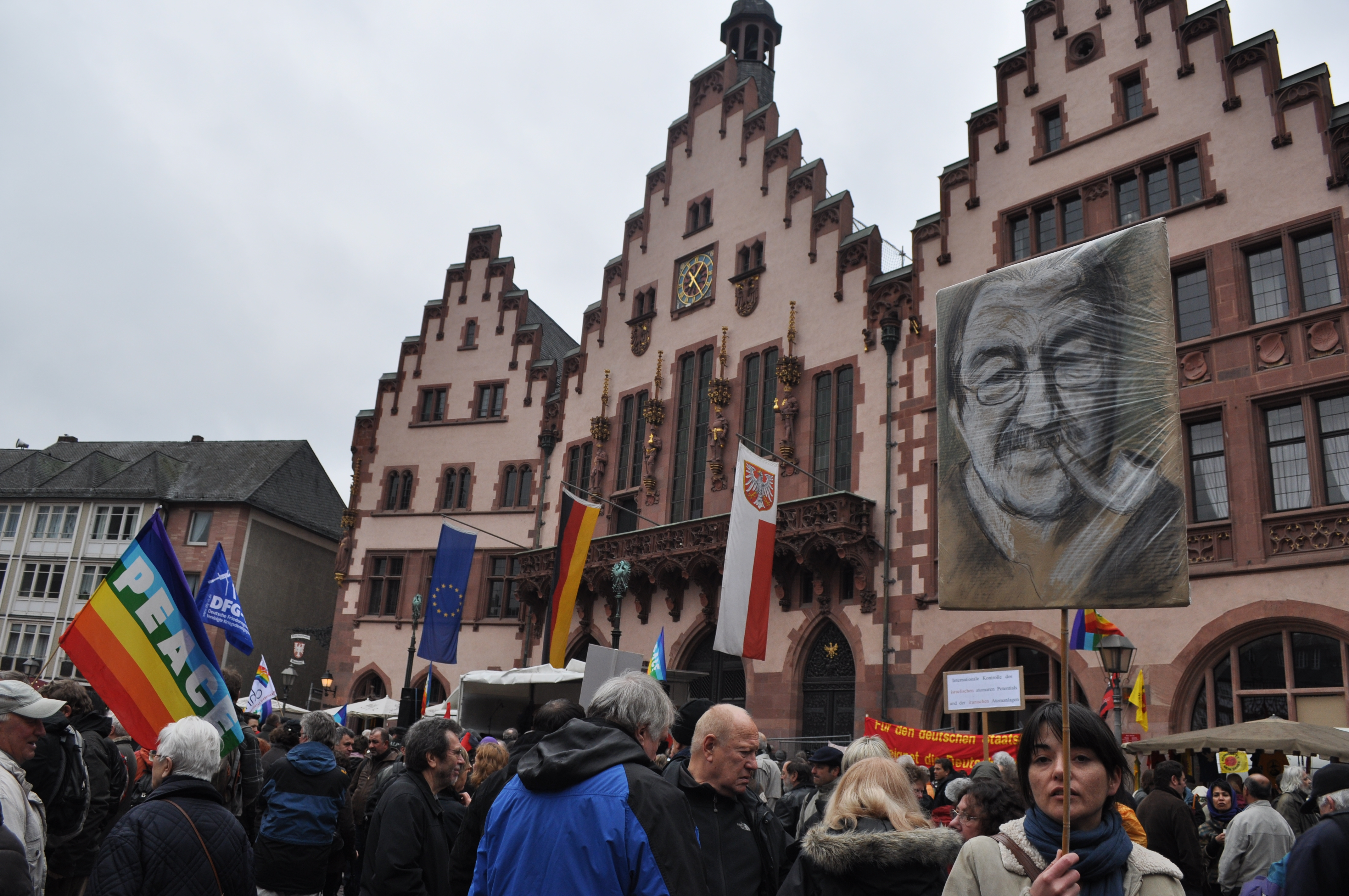
Demonstrantin mit Günter-Grass-Porträt auf dem Frankfurter Ostermarsch 2012

Anlässlich der jährlichen Ostermärsche dankte Andreas Buro im Namen der Dachorganisation Kooperation für den Frieden Grass in lyrischer Form für sein Gedicht. Außerdem sagte er: „Günter Grass hat vor Krieg gewarnt, Israel als eine Gefahr für den Weltfrieden bezeichnet. Wir hätten auch die USA, die Erfinderin der Achse des Bösen, genannt, aber auch die vielen arabischen und islamischen Staaten, die (…) aktuelle Konflikte anheizen. Deutschland, das in Konfliktzonen Waffen liefert.“
Lob erhielt Grass von der iranischen Regierung. Der Vize-Kulturminister Dschawad Schamakdari schrieb in einem Brief an Grass, dieser habe mit seinem Gedicht „die Wahrheit gesagt“ und weiter: „Ich habe Ihr warnendes Gedicht gelesen, das auf so großartige Weise Ihre Menschlichkeit und Ihr Verantwortungsbewusstsein zum Ausdruck bringt“.
Omid Nouripour, bei den Grünen Rechtsextremismusexperte und Mitglied im Sicherheitsausschuss des Bundestags, argumentierte gegen Grass, der in eine Populismusfalle hineingetappt sei, und wies auf den Applaus für das Gedicht seitens der rechtsradikalen Nationalzeitung hin. Die NPD spendete Beifall und veröffentlichte eine Erklärung ihres sächsischen Landtagsabgeordneten Jürgen Gansel, der von einem „befreienden Tabubruch“ sprach.
Bundesaußenminister Guido Westerwelle äußerte sich in der Bild am Sonntag vom 8. April 2012. Mit der Conclusio „Israel und Iran auf eine gleiche moralische Stufe zu stellen, ist nicht geistreich, sondern absurd.“ schrieb er, es gebe glaubhafte Hinweise auf eine militärische Dimension des iranischen Nuklearprogramms. Der Iran verweigere völkerrechtswidrig seit Jahren umfassende Zusammenarbeit bei dessen Kontrolle. Ohne Grass zu nennen, fuhr er fort: „Denen, die das auch jüngst nicht wahrhaben wollten, sei gesagt: Das alles ist keine Spielwiese für Polemik, Ideologie und Vorurteile, sondern bitterer Ernst.“ Angestrebt werde eine atomwaffenfreie Zone in der gesamten Region. Während in Israel die Siedlungspolitik kritisiert werden könne, sei Vergleichbares im Iran undenkbar.
Am 8. April 2012 erklärte der israelische Innenminister Eli Jischai Grass zur „persona non grata“ und erließ ein Einreiseverbot nach Israel für den Schriftsteller. Er begründete dies mit seiner Mitgliedschaft in der Waffen-SS und bezog sich dabei auf ein Gesetz aus dem Jahre 1952, wonach ehemaligen Nationalsozialisten die Einreise nach Israel verboten ist. Weiterhin hatte Jischai das Nobelpreiskomitee dazu aufgefordert, Grass den Nobelpreis für Literatur abzuerkennen. Das Komitee lehnte diese Forderung „kategorisch“ ab.
Der israelische Historiker Tom Segev kritisierte das Einreiseverbot als überzogen sowie als „zynischen und albernen Schritt des Innenministers“. Er rücke Israel in die Nähe fanatischer Regimes – wie etwa jenes des Iran. Die israelische Tageszeitung Haaretz nannte das Einreiseverbot „hysterisch“. Israel müsse auch provokante Äußerungen ertragen. Zwar seien die Gefühle verständlich, die die Entscheidung zum Ausdruck bringe, aber es sei schwer, die Überreaktion zu akzeptieren. „Wenn der Innenminister sagt, er schlage Günter Grass vor, seine falschen und verqueren Werke vom Iran aus zu verbreiten, weil er dort ein begeistertes Publikum habe, versteht er gar nicht die Ironie seiner Worte. Denn es ist gerade seine Entscheidung, Grass wegen eines Gedichts nicht nach Israel einreisen zu lassen, die eher für düstere Regimes wie den Iran und Nordkorea typisch ist“. In der deutschen Presse gab es ebenfalls kritische Meinungen zum Einreiseverbot.
SPD-Politiker wie der parlamentarische Geschäftsführer der Bundestagsfraktion Christian Lange gaben am 9. April bekannt, sie wollten in Zukunft auf Grass’ Wahlhilfe verzichten. Wolfgang Thierse lehnte diese Vorstöße, Grass zur „persona non grata der SPD“ zu erklären, ab. Grass habe vor einem israelischen Atomkrieg gewarnt und eine in Deutschland weit verbreitete Angst angesprochen, dies aber „mit falschen Argumenten und in teilweise sehr unglücklichen Formulierungen (…) und mit einem sehr einseitigen Blick“. Es wäre fatal, ihn als Antisemiten zu bezeichnen und zu behaupten, aus ihm spreche noch nach 60 Jahren „der Waffen-SS-Mann, der er als Jüngling nicht ganz freiwillig gewesen ist.“ Auch der SPD-Vorsitzende Sigmar Gabriel verteidigte Mitte April 2012 das Gedicht, das er teilweise inhaltlich kritisiere, als „zulässige politische Meinungsäußerung“, wandte sich gegen eine unangemessen „unernste Art der Auseinandersetzung“ und überzogene, teilweise hysterische Reaktionen. Es sei absehbar gewesen, „dass sich die selbsternannten Hüter der Political Correctness die Chance nicht entgehen lassen würden, endlich mal die große Keule gegen Grass auszupacken“. Er hoffe, dass Günter Grass der SPD weiter in Wahlkämpfen als „streitbarer Literat“ helfen werde. „Es wäre feige und undankbar, jetzt von ihm abzurücken.“
In einem Interview mit dem Spiegel bezeichnete der luxemburgische Außenminister Jean Asselborn die „teilweise hysterische Reaktion“ in Deutschland auf Grass’ Gedicht als schwer verständlich für Nicht-Deutsche. „Er wird ja wie ein Aussätziger behandelt“. Dabei sei er eine herausragende Persönlichkeit der deutschen Literatur und habe sehr viel für das Ansehen Deutschlands nach dem Zweiten Weltkrieg geleistet. Asselborn sprach die Hoffnung aus, dass das Gedicht eine Diskussion beflügele, die „dringend geführt werden muss.“ Der Außenminister wandte sich gegen Grass’ Argumentation hinsichtlich «Planspielen» für einen «Erstschlag», mit dem Ziel, das «iranische Volk auszulöschen». Damit rücke er Iran in die Opferrolle und mache Israel zum Aggressor. „Niemand käme auf den Gedanken, Südkorea zu unterstellen, es wolle das nordkoreanische Volk auslöschen, wenn es sich gegen die aggressive Politik der nordkoreanischen Diktatur militärisch wappnet.“
Gegenüber Haaretz äußerte Bundespräsident Joachim Gauck während seines ersten Staatsbesuchs nach Israel Ende Mai 2012: „Günter Grass hat seine persönliche Meinung geäußert. Das darf er. Ich stimme ihm ausdrücklich nicht zu, und Günter Grass’ Haltung entspricht auch nicht der deutschen Politik gegenüber Israel.“

### Medienecho, Rezeption durch Schriftsteller und Literaturkritiker
In der Tageszeitung Die Welt erschien am 4. April 2012, zeitgleich mit der Veröffentlichung des Gedichts in der Süddeutschen Zeitung, eine Antwort des Journalisten Henryk M. Broder unter der Überschrift Günter Grass, der ewige Antisemit, die einige Stunden später in der Online-Ausgabe den Titel Günter Grass – Nicht ganz dicht, aber ein Dichter erhielt. Broder erinnerte an frühere Äußerungen von Grass, der 2001 verlangt habe, die Besitznahme und Besiedelung palästinensischen Bodens durch Israel rückgängig zu machen, und 2011 entgegen dem historischen Forschungsstand behauptete, nach dem Zweiten Weltkrieg seien acht Millionen deutsche Soldaten in sowjetische Kriegsgefangenschaft geraten und von diesen alle bis auf zwei Millionen liquidiert worden, und dies, so Broder, mit dem Holocaust verglichen habe – ein „Nullsummenspiel“ der Opfer. Broder urteilte: „Grass ist der Prototyp des gebildeten Antisemiten, der es mit den Juden gut meint. Von Schuld- und Schamgefühlen verfolgt und zugleich von dem Wunsch getrieben, Geschichte zu verrechnen, tritt er nun an, den „Verursacher der erkennbaren Gefahr“ zu entwaffnen.“
„Tief erschüttert“ zeigte sich der Schriftsteller Ralph Giordano. Das Gedicht sei ein Anschlag auf Israels Existenz.
Nach Frank Schirrmacher (FAZ) hat Grass Leitartikel und Gedicht „zusammengeschraubt“. In Form eines Leitartikels bringe er hauptsächlich oft gehörte Meinungen vor, abgesehen von der Behauptung, «die Atommacht Israel» gefährde den Weltfrieden. Dahinter verberge sich in lyrischer Form „eine ziemlich bestürzende Umkehrung westdeutscher Nachkriegsdiskurse.“ „Assoziativ“ rufe „dieser Meister der Sprache“ Begriffe auf. So raube er „das Wort «Überlebende» und damit die moralische Autorität der überlebenden Verfolgten des Dritten Reichs.“ Vor der Gefahr, «Fußnoten der Geschichte» zu werden, habe Charlotte Knobloch 2008 bezogen auf die Opfer des Holocaust während einer Gedenkveranstaltung zur Pogromnacht gewarnt, eine Formulierung, die Grass fast wörtlich übernommen habe. Damit versuche Grass „als künftiger Überlebender eines geplanten Völkermords, einen historischen Rollentausch vorzunehmen“. Das Gedicht sei „ein Machwerk des Ressentiments“. Sich auf Nietzsche beziehend, nannte Schirrmacher den Text „ein Dokument der «imaginären Rache» einer sich moralisch lebenslang gekränkt fühlenden Generation.“ Grass wünsche eine Diskussion darüber, ob man Israel kritisieren dürfe. „Die Debatte aber müsste darum geführt werden, ob es gerechtfertigt ist, die ganze Welt zum Opfer Israels zu machen, nur damit ein fünfundachtzigjähriger Mann seinen Frieden mit der eigenen Biographie machen kann.“
Der WDR-Korrespondent Thomas Nehls warf den Publizisten Broder und Giordano in einem ARD-Kommentar mit dem Titel Friedenspreis statt Schelte für Günter Grass „meinungspolizeiliche Maßnahmen“ vor und kritisierte das „Bündel der meisten Berliner Reaktionen“ als „empörend“.
In einem Kommentar auf Spiegel Online bezeichnete Sebastian Hammelehle Grass’ Gedicht als „lyrischen Erstschlag“ und bezichtigte ihn, in Stammtischmanier antisemitische Verschwörungstheorien zu bedienen. Der Journalist Christoph Sydow setzte sich ebenfalls auf Spiegel Online mit den acht Thesen auseinander, die Grass in seinem Gedicht aufgestellt habe. In vier Punkten stimmte er Grass zu, zwei Thesen lehnte er ganz, die restlichen zumindest teilweise ab.
Jakob Augstein, Journalist und Verleger, kommentierte in seiner Spiegelkolumne Im Zweifel links den Text von Grass mit den Worten: „Ein großes Gedicht ist das nicht.“ Er gab ihm aber in seinen politischen Aussagen Recht. Augstein kommentierte den Satz von Grass: „Die Atommacht Israel gefährdet den ohnehin brüchigen Weltfrieden“ mit den Worten: „Dieser Satz hat einen Aufschrei ausgelöst. Weil er richtig ist. Und weil ein Deutscher ihn sagt, ein Schriftsteller, ein Nobelpreisträger, weil Günter Grass ihn sagt. Darin liegt ein Einschnitt. Dafür muss man Grass danken. Er hat es auf sich genommen, diesen Satz für uns alle auszusprechen. Ein überfälliges Gespräch hat begonnen.“ Mit der Rückendeckung aus den USA und Deutschland führe die Regierung Netanjahu die ganze Welt „am Gängelband eines anschwellenden Kriegsgesangs“. Auf Israel müsse Druck aufgebaut werden. Dabei gehe es nicht um deutsche Geschichte, „sondern um die Gegenwart der Welt“.
Im Zusammenhang mit dem Gedicht sprach Malte Lehming von einer Verrohung des Geistes und bezeichnete Grass im Tagesspiegel als Antisemiten. Er biedere sich dem Pöbel an, indem er dessen Gier nach historischer Entlastung bediene. Grass sei zu klug, um nicht die „klammheimliche Freude derer antizipiert zu haben, die sonst so verschämt wie unverschämt hinter vorgehaltener Hand vor sich hin giften, man dürfe wegen des Holocausts über Juden‚ ja sowieso nicht die Wahrheit sagen‘.“
Die italienische Zeitung La Repubblica, die das Gedicht ebenfalls veröffentlichte, kritisierte, es erzeuge „ein konfuses Rauschen, eine unmögliche Gleichstellung Israels mit dem Iran, eine unglaubwürdige Verdrängung jener Bedrohung, die das Regime in Teheran für Jerusalem darstellt“. Im englischen Guardian vertrat Hans Kundnani die Auffassung, in Grass’ Gedicht drücke sich aus, dass viele Deutsche eine zunehmende Wut gegenüber Israel empfänden. Deutsche hätten teilweise das Gefühl, nicht sagen zu dürfen, was sie denken, was zu Vorbehalten gegen den Staat Israel führe, die eines Tages „explodieren“ könnten.
Durch den staatlichen iranischen Sender Press TV erhielt Grass Unterstützung, nie zuvor habe „im Nachkriegs-Deutschland ein prominenter Intellektueller Israel auf so mutige Weise angegriffen“ wie Günter Grass mit „seinem umstrittenen Gedicht“. Grass sei bildlich gesprochen „ein tödlicher lyrischer Schlag gegen Israel gelungen“.
Zeit-Herausgeber Josef Joffe machte eine auffällige Diskrepanz zwischen der „redende[n] und schreibende[n] Zunft diesseits der Linken und der NPD“, die sich „gegen den Stichwortgeber gestellt“ und „den Subtext des Ressentiments und der Dämonisierung Israels sehr wohl erkannt“ habe, und einer Mehrheit beipflichtender Kommentare in den Internetforen aus: „Deprimierend, was dort zu Israel und Juden aus der Psyche bricht, jedenfalls im befreienden Schutze der Anonymität. Hoffen wir, dass es eine nicht repräsentative, selbstselektierte Stichprobe ist. Sonst würde Grass dort unten die Schlacht gewinnen, wo er sie in der nachdenkenden Öffentlichkeit so schmählich verloren hat.“
Der Literaturkritiker Tilman Krause sah in einer Textanalyse „zahlreiche Denkfiguren der NS-Ideologie“ von einem Menschen, der sich „von den intellektuellen Prägungen seiner Jugend offenbar nicht lösen“ kann: „Die demagogische Rhetorik, die den gesamten Text durchzieht, dieses bohrende anaphorische ‚warum‘ und ‚darum‘, das zu Strophenbeginn unablässig wiederholte ‚warum schweige ich‘, ‚warum sage ich jetzt erst‘ erinnert an das aus der NS-Phraseologie sattsam bekannte Muster des trotzigen Donnerworts, das sich irgendwann Bahn brechen muss.“ Er verglich sie mit den gefühlten „Demütigungen und Knebelungen des ‚Weimarer Systems‘ oder ‚Schandfriedens von Versailles‘“, die lange hingenommen, aber jetzt herausmüssten, „und koste es das Leben (oder die ‚Strafe‘, dem ‹Verdikt ,Antisemitismus‘› zu verfallen). Da steht dann einer für alle, und Grass will ja auch möglichst ‚viele vom Schweigen befreien‘.“ Krause zog Parallelen zwischen Grass’ Rhetorik und der von Joseph Goebbels in seiner Sportpalastrede, „dessen angeblich lange unterdrückter Aufschrei schließlich in die Formel mündete: ‚Nun, Volk, steh auf, und Sturm brich los!‘“
Unter der Überschrift Der an seiner Schuld würgt veröffentlichte der Erziehungswissenschaftler Micha Brumlik in der taz Eine Entgegnung auf den apokalyptischen Dichter. Nicht die israelische Regierung wolle das iranische Volk auslöschen, vielmehr habe der iranische Revolutionsführer Ali Chamenei von Israel mehrmals als „Krebsgeschwür“ gesprochen, das aus der Region entfernt werden müsse.
Der Präsident des deutschen PEN-Zentrums, Johano Strasser, verteidigte Grass gegen Henryk M. Broders Vorwurf des Antisemitismus und unterstützte ihn hinsichtlich seiner Kritik an Waffenexporten an ein kriegsbereites Israel. Zustimmung erhielt Grass auch von dem Schriftsteller Peter Schneider. In der Mitteldeutschen Zeitung nahm der Präsident der Akademie der Künste, Klaus Staeck, Günter Grass mit Verweis auf das Recht auf Meinungsfreiheit in Schutz und bezeichnete die „reflexhaften Verurteilungen als Antisemit“ als „unangemessen“. In einem Interview mit dem Deutschlandradio Kultur verteidigte er Grass mit den Worten: „[…] die Angriffe, die jetzt der Günter Grass auszuhalten hat, die sprechen natürlich auch eine Sprache, nach dem Motto: Misch dich nicht ein, wenn du das tust, dann kriegst du schon eine übergebraten“.
Der Literaturkritiker Jörg Magenau wiederum bezeichnete das Gedicht als „kitschig“ und „pathetisch“. Grass nehme eine Form für sich in Anspruch, die er nicht mit dem fülle, was Dichtkunst ausmache, und überhöhe damit auf perfide Weise seine schlichte politische Meinungsäußerung. Dieser Plan sei nicht aufgegangen. Grass habe ein Recht auf seine Meinung, müsse aber mit berechtigter Kritik leben.
Ein „ekelhaftes Gedicht“ nannte der Literaturkritiker Marcel Reich-Ranicki den Grass-Text, dessen Absicht es sei, den „Judenstaat zu attackieren.“ Grass sei immer schon an Sensationen, an Affären, an Skandalen interessiert gewesen. Er habe viele Sachen fabelhaft beschrieben und sei der wichtigste deutsche Vertreter der Nachkriegsliteratur. Sein Werk enthalte keine antisemitischen Klischees. „Im Gegenteil. Ich fand die jüdischen Figuren in der Blechtrommel zum Beispiel sehr gut. Er hat den Antisemitismus in sich komplett verdrängt, besiegt. Aber im Alter wird das alles anders. Weil auch die Erinnerung an die Jugend stärker wird.“ Der Iran wolle Israel auslöschen und Günter Grass dichte das Gegenteil. Ein Antisemit sei er nicht, allerdings gebe es eine große Anzahl von Bürgern in diesem Land mit antisemitischen Neigungen. „Und Grass drückt das aus.“
Der Kulturkritiker Denis Scheck äußerte dagegen, Grass habe „sich (…) inhaltlich einmal mehr als Minenspürhund der deutschen Literatur erwiesen (…)“, und bezeichnete den Text als „ein gutes, ein überfälliges tagespolitisches Gedicht.“ In der ARD wandte er sich Ende April 2012 scharf gegen die bisherige Medienresonanz und kennzeichnete die Debatte als „schwärzeste Stunde der deutschen Literaturkritik“, die er erlebt habe. „Statt ästhetische Maßstäbe anzulegen, hat man sie zugunsten eines politischen Verdikts über Bord geworfen“.
Das „metrische Grundmuster, das die Zeilen zu Versen macht, ohne ihren Prosaklang aufzuheben“, und Formmerkmale wertet der Literaturkritiker und Lyriker Heinrich Detering als poetologisches Qualitätskriterium des Gedichts. Die Mehrzahl der Verse sei vierhebig, also mit vier betonten Silben zu lesen. „Da die Zahl der unbetonten Silben frei bleibt, sind Norm und Abweichung so ausbalanciert, dass dieses Muster zum Wasserzeichen in einem Papier wird, auf dem ganz unterschiedlich geschrieben werden kann.“ Grass gehe mit Brechts Lehre der deutschen prosaischen Lyrik „erstaunlich leicht und genau“ um. So sei die Zeile: «Es íst das beháuptete Récht auf den Érstschlag» im „epischen Dreivierteltakt des Daktylus“ gebaut; der Kontext mache sie prosaisch. „Noch öfter nützt Grass die Balance der Form zu semantischen Effekten (…). Beispielsweise beim Reden über die deutschen Verbrechen, «díe óhne Vergléich sínd»: Die Zeile verlangt danach, verlangsamt und mit beschwerten Hebungen gelesen zu werden. Hier geht es, gegen alle Relativierungsversuche, um Verbrechen, «die – ohne – Vergleich – sind».“ Auch das Motiv des Schweigens dränge zu „metrischem Pathos.“ Das Metrum habe den Sätzen etwas hinzufügt: „Zuerst das Land, mit dem sich der Sprecher verbunden sieht, dann erst die bedrohliche Macht. Und feierlich macht das Verspaar am Schluss die erhoffte Versöhnung hörbar (…).“ Die auf die politische Lage bezogenen Verse erheben, wie Detering kritisch anmerkt, einen „objektivierendem Geltungsanspruch“, während die erste Hälfte aus Lyrik als „bekenntnishafter Selbstausdruck“ besteht. Der Autor hebt Grass’ „Sprech- und Kunstanstrengung“ hervor. Er bilanziert die bisherige Debatte: „Erstaunlich viele Kritiker haben die Lektüre ersetzt durch Einblicke in das Unterbewusstsein des Autors. (…) Eine solche Lektüre ist nicht falsifizierbar. (…) Die Schwundstufe dieser Kritik, und die bedenklichste Formulierung ihrer Konsequenz, lese ich jetzt in unserer Universitätsstadt (Göttingen) auf dem Sockel einer von Grass entworfenen Skulptur: «SS! Günni halt’s Maul».“
Herta Müller, wie Grass mit dem Literaturnobelpreis ausgezeichnet, bemängelte hingegen die Form des Textes. In dem „Artikel“ stehe kein einziger literarischer Satz. Für „größenwahnsinnig“ halte sie, dass Grass sein „sogenanntes Gedicht“ an drei Zeitungen mehrerer Länder geschickt habe. Gegenüber der FAZ beanstandete sie: „Er ist ja nicht ganz neutral. Wenn man mal in der SS-Uniform gekämpft hat, ist man nicht mehr in der Lage, neutral zu urteilen.“
Auch der US-amerikanische Schriftsteller Louis Begley kritisierte besonders die Gedichtform des Textes. Seiner Ansicht nach nutzte Grass die „Atommacht“ seines Namens, um einen „billigen Prosatext“ veröffentlichen zu können, der als einfacher Leitartikel niemals erschienen wäre. Er habe die Tatsache missbraucht, dass Gedichte allgemein höher geschätzt würden als politische Pamphlete.
Herbert Rosendorfer sagte im Gespräch mit Paul Sahner: „Ich habe nur den Kopf geschüttelt und habe gesagt: „Jetzt hat ihn der Altersschwachsinn ergriffen.“ Es ist ein schlechtes Gedicht. Das heißt, es ist überhaupt kein Gedicht eigentlich. Es tut so, als sei es ein Gedicht.“
Mely Kiyak, deutsch-kurdische Schriftstellerin, verglich die Reaktionen auf Deutschland schafft sich ab mit denen auf Grass’ Gedicht. Wenn ein Sarrazin hetze, mache kaum ein Kommentator den Mund auf, aber beim bloßen Verdacht auf Antisemitismus machten alle den angeblichen Täter fertig. Als Sarrazin „Leute wie mich als minderwertige, der Gesellschaft schadende Subjekte beschrieb (…), passierte erstmal nichts.“ Der Mob habe ungestört getobt „und unsere Existenzberechtigung in Frage gestellt.“ Leute wie sie, mit Kontakten in alle Welt, schreibt sie über das Grass-Gedicht, ließen sich ihre Worte nicht durch „eine Staatsraison vorformulieren.“ Sie verdammten jeden Terroristen, jeden Rassisten, jeden Nationalisten. Die Bekämpfung jedes Rassismus, darunter Antisemitismus, gehöre zum Menschsein. „Deshalb frage ich: Warum könnt ihr alten grauköppigen Kollegen, Chefs, Botschafter, Schriftsteller und Historiker, uns, die wir mit euch zusammenleben, nicht auf die gleiche, heldenhafte Art schützen, wie ihr es tut, wenn ihr meint, Hass und Unrecht richte sich gegen unsere jüdischen Freunde?“
Die israelische Schriftstellerin Zeruya Shalev, die sich selbst gegen einen israelischen Angriff auf den Iran aussprach, warf Grass vor, auf bedrohliche Weise die Lage zu verkennen, da vom Iran eine riesige Gefahr ausgehe. In einem späteren Interview mit der österreichischen Kleinen Zeitung fügte sie hinzu, sie verehre Grass als Autor, erwarte aber, dass er fähig sei, die Welt in ihrer Komplexität zu erfassen, und bezeichnete die Reaktionen auf sein Gedicht als „kindisch und hysterisch“.
Eli Amir, ein im Irak geborener israelischer Schriftsteller und früherer Teilnehmer an Nahost-Friedensverhandlungen, wandte sich ebenfalls gegen Grass und schrieb in Focus online, Israel sei nicht dabei, den Iran zu vernichten. Die meisten Israelis glaubten allerdings, dass umgekehrt das iranische Atomprogramm die Sicherheit in der Welt bedrohe. Anstatt Israel anzuklagen, sollte Grass besser Deutschland dazu anstiften, dass es zusammen mit Europa und den USA das iranische Atomprogramm stoppe.
Der Schriftsteller Clemens Meyer äußerte in der Leipziger Volkszeitung, Grass habe mit den Waffenlieferungen von Deutschland nach Israel Recht. Einiges, was er sage, sei undifferenziert, allerdings gäben ihm allein die Reaktionen von „Broder und Co.“ recht.
Auf Faz.net schrieb der Schriftsteller Clemens J. Setz: „Schade, dass das ein bedeutender Schriftsteller wie Günter Grass gesagt hat, und nicht ein Blogger von Youtube. Den könnte man einfach ignorieren. Denn nichts anderes hätte eine derartige Aussage verdient.“
Der Dramatiker Rolf Hochhuth attackierte Grass u. a. mit den Worten: „Du bist geblieben, was Du freiwillig geworden bist: der SS-Mann, der das 60 Jahre verschwiegen hat, aber den Bundeskanzler Kohl anpöbelte, weil der Hand in Hand mit einem amerikanischen Präsidenten einen Soldatenfriedhof besuchte, auf dem auch 40 SS-Gefallene liegen.“ Am 6. Mai verließ Hochhuth die Berliner Akademie der Künste unter Protest wegen einer Diskussion über das Grass-Gedicht in der Vollversammlung. „Ich weigere mich, zwischen Antisemiten zu sitzen,“ überschrieb er seine Begründung. Der Text, so Hochhuth, hätte auch im Stürmer stehen können. Er habe diese Diskussion verhindern wollen, weil er befürchtete, dass sie „einseitig zugunsten des Iran und der Palästinenser auf Kosten Israels“ verlaufen werde. Hochhuth war 2005, wie Faz.net in diesem Zusammenhang berichtete, selbst des Antisemitismus bezichtigt worden, als er für den Holocaustleugner David Irving eintrat. Später entschuldigte er sich für seinen Artikel in der rechtskonservativen Jungen Freiheit. Klaus Staeck bedauerte den Austritt, wies aber den Vorwurf des Antisemitismus nachdrücklich zurück. Kurz darauf entschuldigte sich Hochhuth bei jenen seiner jahrzehntelangen Kollegen, die keine Antisemiten seien.
Als „stümperhafte Prosa“ bezeichnete der Lyriker und Liedermacher Wolf Biermann den Text und warf Grass einen „künstlichen Tabubruch“ vor. Jedoch verteidige er ihn „schweren Herzens im Namen der Meinungsfreiheit“. Sympathiebekundungen durch deutsche Neonazis sowie durch „die iranische Propagandamaschine“ machten aus Grass „noch keinen Nazi“ und „keine Moslemkarikatur“. Zum allgemeinen Medienecho sagte er: „Nun werden alle über ihn herfallen, die Journalisten, weil sie Auflage schinden müssen, die Politiker, weil sie wiedergewählt werden wollen, seine Kollegen aus echtem Neid und echter Empörung.“
Den Vorwurf des Antisemitismus gegen Grass hielt der Schweizer Schriftsteller Adolf Muschg für „so absurd unbillig und unverhältnismässig, dass man über die fast geschlossene Front gegen den Autor nur staunen kann“. Zudem fragte er, warum sich die deutschsprachige Reaktion vor der Frage drücke, ob sich Grass’ Kritik erledigt habe, und womit dieser Autor verwirkt habe, „sich weltbürgerlich zu äussern“.
Sowohl inhaltlich als auch formal kritisierte der österreichische Schriftsteller Vladimir Vertlib das Gedicht. Es sei das alte Muster: Für die eigenen Machtphantasien, Verdrängungen und neurotischen Ängste müssten die Juden herhalten. Er stellte gleichzeitig zugespitzt die Reaktion der israelischen Regierung infrage. Sie entkräfte ein positives Klischee, „nämlich jenes, dass die Juden humorvolle und selbstironische Menschen wären.“ Klüger wäre es gewesen, so schreibt er, Grass zu einer Lesereise nach Israel einzuladen, sodass er seine Auffassungen hätte vor einem israelischen Publikum vertreten müssen. „«Israelkritiker» Grass auf Einladung der israelischen Regierung in Jerusalem als Gastredner – das wäre mutig, das wäre originell, das wäre witzig!“
Der Schriftsteller Durs Grünbein verwarf das Gedicht als ein „Pamphlet“. Das Argumentationsmuster erinnere von fern an die dialektischen Gedankenspiele des Marxisten Brecht, nur verfehle es gerade dessen Pointe des listigen Sowohl-als-auch. Israel erscheine darin als der hässliche Atomwaffenstaat, der in der Region immer nur Unfrieden säe. Er sprach von einer „heimlichen Stimmung“ im Land und monierte Grass’ „derbe Manier“. „Es ist bei ihm stets eine gewisse Gefühlsblindheit im Spiel.“ Man müsse davon ausgehen, dass er der historischen Existenzangst der Juden tatsächlich nie auf den Grund gegangen sei. Nur so lasse sich das völlige Ausblenden der israelischen Gründungsproblematik, die staatgewordene Überlebensstrategie einer durch die ganze Welt vertriebenen Religionsgemeinschaft, die nur dank ihrer Wehrhaftigkeit überhaupt noch existiere, erklären.
Der israelische Schriftsteller, Maler und Journalist Yoram Kaniuk lehnte in der Welt das Einreiseverbot als „staatliche Behinderung des freien Worts eines Schriftstellers“ ab. Der Antisemitismus-Vorwurf gegenüber Grass sei überzogen. „Zumindest ist er nicht antisemitischer als allgemein üblich, wenn er, wie so häufig, an allem den Juden die Schuld gibt.“ Ahmadinedschad erwähne Grass nur indirekt. Niemand in Israel spreche „von der Auslöschung des Iran oder 75 Millionen Iranern“. Er hätte erwartet, dass Grass seine SS-Vergangenheit literarisch aufarbeite. Kaniuk schloss mit den Worten: „Ich kann es nicht mehr hören: Erst immer der obligatorische Satz, wie sehr sie für uns sind, bevor sie dann erklären, warum sie sich gegen uns wenden - immer wenn wirklich unsere Existenz bedroht ist. Es lebt sich einfach schwer mit dem Holocaust.“
Uri Avnery, israelischer Journalist und Schriftsteller, widersprach der Auffassung, das Grass-Gedicht sei antisemitisch, und wies sie als „Unsinn“ zurück. „Jede Einstellung, die besagt, dass Israel eine Art Sonderbehandlung haben muss, ist antisemitisch.“ Auch den Vorwurf, Grass habe nicht nur die israelische Regierung kritisieren wollen, wies er zurück. „Wenn Israel Atombomben produziert oder Iran angreift, dann ist das eine Entscheidung der Regierung.“ Die „Ayatollahs“, die im Iran die Politik bestimmten, seien „sehr vorsichtige und oft vernünftige Menschen“. Er hielt Grass’ Aussage, Israel sei eine Gefahr für den Weltfrieden, für „weit übertrieben“. Grass neige zu Übertreibungen. Israel werde Iran nicht angreifen. Mit scharfen Worten kritisierte er das Einreiseverbot. In Deutschland und Israel gebe es einen Wettbewerb, wer Grass „mehr beschimpfen“ könne und „extremere Ausdrücke“ finde. Es sei antisemitisch, darauf zu bestehen, dass Israel in Deutschland nicht kritisiert werden dürfe.
Der US-amerikanische Schriftsteller Dave Eggers, der 2012 den Albatros-Literaturpreis der Günter-Grass-Stiftung erhielt, nahm angesichts der Kontroversen um das Gedicht nicht an der Übergabezeremonie teil. Wie sein Verlag wissen ließ, wäre er sonst „dazu genötigt worden (...), endlose und nutzlose Kommentare über Grass, Israel und Iran abzugeben“, anstatt über sein eigenes Buch sprechen zu können.
In einem Brief an das internationale PEN-Zentrum verlangten der Verband hebräischsprachiger Schriftsteller und der israelische PEN-Club, „diese bösartige Verzerrung von Fakten (durch das Gedicht) zu verurteilen“. Israel als Bedrohung für den Weltfrieden zu bezeichnen, sei ein Missbrauch von Literatur. Grass habe nie die Holocaust-Leugnung Ahmadinedschads und dessen Aufrufe zur Zerstörung Israels missbilligt, sondern führe einen „Kreuzzug gegen den Staat Israel“. Die deutsche Sektion des PEN beschloss am 12. Mai 2012 mit Verweis auf die Meinungsfreiheit, dass Grass Ehrenpräsident der Schriftstellervereinigung bleibt.
Als Freund von Günter Grass wies Jürgen Flimm, damals Intendant der Berliner Staatsoper, auf den schlechten Gesundheitszustand des Schriftstellers hin. Man sollte „etwas sorgsamer“ mit ihm umgehen, weniger hysterisch reagieren und genauer lesen: „«Was noch gesagt werden muss»“ und „«letzte Tinte»“.
2019 stellte Christian Buckard in der Jüdischen Allgemeinen anlässlich einer Rezension eines Buches von Volker Weidermann über das Verhältnis zwischen Grass und Reich-Ranicki fest, dass Reich-Ranickis Verriss des Grass-Romans Ein weites Feld, der 17 Jahre vor Was gesagt werden muss stattgefunden hatte, die Überschrift „... und es muss gesagt werden“ trug. Der Verdacht liege nahe, dass Grass in seinem Gedicht „hier zwar Israel angriff, doch in erster Linie Reich-Ranicki meinte. Vielleicht, weil er dessen Beachtung brauchte – unbedingt, um jeden Preis“.

### Rezeption durch Historiker, Literatur-, Sozial-, Politik- und Rechtswissenschaftler
Der israelische Historiker Tom Segev kritisierte die Gleichsetzung Israels mit dem Iran und stufte das Gedicht zudem als „auch ein bisschen egozentrisch“ ein, sagte jedoch, Grass sei „kein Antisemit, er ist nicht antiisraelisch. Er kritisierte die Politik der israelischen Regierung.“ In keinem anderen Land werde die israelische Regierung heftiger kritisiert als von Israelis selber, „und die sind auch nicht antisemitisch und sind auch nicht antiisraelisch. Im Gegenteil ist es oft so, dass Kritik an Israel ein Zeichen von Freundschaft und Unterstützung sein kann.“ Gegenüber Spiegel online bezog er den Begriff „Schweigen“ in dem Gedicht auf Grass’ Schweigen hinsichtlich seiner kurzzeitigen Zugehörigkeit zur Waffen-SS. Ein Schweigen über Israels Nuklearpolitik gebe es nicht. Die ganze Welt diskutiere darüber, auch Israel.
Für den Historiker Michael Wolffsohn ist das Gedicht ein in Scheinlyrik gepresstes antisemitisches Pamphlet, das in der National-Zeitung gut platziert gewesen wäre. Es enthalte „ziemlich jedes antisemitische Klischee […], das man aus der rechtsextremen Ecke“ kenne. Grass wisse zudem nichts von den tatsächlichen politisch-strategischen Hintergründen. So seien die U-Boote allenfalls Waffen für den Zweitschlag und könnten eine durch einen Atomschlag getroffene Nation in die Lage versetzen, auf einen Angriff zu reagieren. Aus der Geschichte hätten die Juden gelernt, dass Drohungen – wie jetzt aus dem Iran – „mehr als Spinnereien“ seien. Es stehe zudem in einer üblen Tradition, das Gedicht kurz vor dem Pessach-Fest erscheinen zu lassen, da dies seit jeher eine Zeit der Pogrome gewesen sei, in der Ritualmordlegenden verbreitet wurden. Grass’ Behauptung, er sei „ein Freund des jüdischen Volkes“, stuft Wolffsohn als selbstgestrickte Legende ein. Er sei schon während seines ersten Israel-Besuchs 1971 aufgetreten „wie der Elefant im Porzellanladen“ und habe seine israelischen Zuhörer historisch und moralisch belehren wollen.
Anders reagierte der israelische Historiker Moshe Zuckermann. Er unterstützte Grass’ Thesen zum großen Teil, sprach von einem „medialen Amoklauf“, von einem tatsächlichen „Tabu“ in Deutschland und schrieb: „Man mag vieles an Grass aussetzen, nicht zuletzt auch eine Selbstgefälligkeit, die nicht davor zurückschreckt, von „letzter Tinte“ zu reden. Aber ein Antisemit ist er nicht – es sei denn in den Augen der Broders, Graumanns, Giordanos und Wolffsohns, denen das Wohl Israels so am Herzen liegt, dass sie Israel – aus angemessener Entfernung! – emphatisch „in Schutz“ nehmen, um sich für sein Wohl umso effektiver blind machen zu können.“ Die inflationäre Verwendung des Begriffs Antisemitismus habe zu dessen Banalisierung beigetragen.
Als „Hassgesang“ klassifizierte der Schweizer Historiker und Leiter des Fritz Bauer- sowie des Leo-Baeck-Instituts in London Raphael Gross das Gedicht. In der Berliner Zeitung ging er der „schwierigen“ Frage nach, ob Grass Antisemit sei. Der offen artikulierte Antisemitismus des 19. Jahrhunderts sei nach dem Holocaust kaum noch vorhanden, sondern ein „Fortwirken von NS-Mentalität“ oder „NS-Moral“, die tiefer in das Denken und Handeln von Personen verankert sei als tagespolitische Überzeugungen. „Diese schreckliche Mentalität (…), diese direkt aus dem Nationalsozialismus in Deutschland zwischen 1933–1945 erwachsene „Moral der Volksgemeinschaft“ – ist es, deren Echo wir (…) gar nicht so selten hören, wenn wir der Generation von Grass nur genau zuhören.“ Subjektiv werde dieses Fortwirken, insbesondere des Antisemitismus, wohl meist nicht gesehen. Die Forschung dazu stehe erst am Anfang.
Den Politologen Werner Patzelt überraschte die Intensität des von ihm erwarteten Aufschreis. Er sprach im Deutschlandfunk von dem „bundesdeutschen Entrüstungritual“. Grass habe als Linker bisher „Tabus politischer Korrektheit“ selbst durchgesetzt. Es habe „etwas Putziges an sich, wenn Grass ausgerechnet jetzt, wo sich diese Tabufront gegen ihn wendet, zum ersten Mal entdeckt, dass es in Deutschland mit dem Pluralismus bei manchen Themen nicht so weit her ist, wie manche es unterstellen“. Sein Vorwurf einer „gleichgeschalteten Presse“ gehe zu weit, wie auch der, er würde antisemitische Stereotype bedienen. Beiderseits reagiere man überdreht mit überzogener Sprache. Einerseits warnte Patzelt, sich auf Broder berufend, vor einem „linken Antisemitismus“, den man in Grass’ Gedicht hineinlesen könne, andererseits schloss er mit der Aufforderung, man müsse nicht so streng mit ihm (einem psychisch so differenzierten Mann) sein.
In einem Essay schrieb der US-amerikanische Politikwissenschaftler Daniel Goldhagen über Grass’ „politisches Flugblatt“, er kaue „nicht anders als jene am Stammtisch, die kulturellen Klischees und Vorurteile seiner Zeit“ durch. Über die Existenz dieser (israelischen) Atomwaffen sei in Wahrheit jeder im Bilde und sie werde routinemäßig diskutiert. Grass führe „die Perversion – die Verkehrung von Opfern zu Tätern – auf ein neues Niveau.“ Goldhagen bezieht sich zustimmend auf Grass’ Aussage, es sei Deutschlands Verantwortung, einen weiteren Genozid zu verhindern, und fährt fort: „Doch er [Grass] sagt dies nicht im Hinblick auf einen möglichen Genozid an dem Volk, das erneut regelmäßig bedroht wird, das der Juden nämlich, die von Deutschen einst ermordet wurden und gegen die eine Atomwaffe durchaus zum Einsatz kommen könnte, wenn sie in die Hände des tausendjährigen iranischen Regimes gelangt.“
Grass, früher ein großer Autor, habe die Mehrheitsmeinung der Deutschen, jedenfalls der deutschen Intellektuellen, ausgedrückt und sich damit zum Sprecher eines „radikalen Pazifismus“ gemacht, schrieb der Literaturwissenschaftler Hans Ulrich Gumbrecht in der Welt. Sein zentrales Argument lautete, dass Grass’ „Schweigen“ „jenes Schweigen ist, das sich Nationalsozialisten und vor allem Mitglieder der SS nach dem 8. Mai 1945 auferlegt hatten.“ Grass als „im konkreten Sinn Mitschuldiger“ habe jeden, den er der Sympathie für die CDU verdächtigte, „in das dunkle Licht des Neofaschismus“ gestellt. Er „überließ uns Nachgeborenen die unmögliche Aufgabe, Schuld für etwas zu übernehmen, das besiegt und vermeintlich aus der Welt geschafft war (…).“ Grass und andere Deutsche hätten „im neunten Lebensjahrzehnt“ ihr Schweigen gebrochen, wobei „eine für den Nazismus typische Mentalität“ zum Vorschein gekommen sei. So habe der Begriff „Erstschlag“ „zum Repertoire der nationalsozialistischen Kriegsrhetorik“ gehört. Gumbrecht lehnt Erstschläge nicht in jedem Fall ab. Schließlich polemisierte er, in Anspielung auf dessen Alter, er wünsche neue Grass-Texte nicht mehr lesen zu müssen.
Der israelische Historiker Moshe Zimmermann bezeichnete das „absurde“ Einreiseverbot als „Versuch einer Zensur“. Hart ging er mit Grass ins Gericht. Dieser habe „die nationalistische israelische Rechte bedient, indem er Israel, nicht Iran, als potentiellen Auslöser eines GAUs attackierte“. Damit habe er geholfen, von der Palästina-Frage abzulenken, und der Regierung ermöglicht, sich als „Opfer Irans“ und „Opfer von Grass“ zu zeigen. Seine Sprache sei typisch für jemanden, der mit seiner eigenen Vergangenheit vor 1945 zurechtkommen wolle. Grass, „natürlich kein rabiater Antisemit“, benutze „Bilder und Mythen, die antisemitisch angehaucht“ seien. „Die Art und Weise, wie er Israel pauschalisiert, erinnert an die Art und Weise wie Juden pauschalisiert wurden und werden.“ Das Gedicht könnte laut Zimmermann die Überschrift „Israel ist unser Unglück“ tragen. Er zieht eine Parallele zu Treitschkes Satz, der später auf der Titelseite des Stürmers stand: „Die Juden sind unser Unglück.“ Zimmermann schlussfolgert: „Grass bewegt sich auf sehr gefährlichem Terrain. Das muss eben gesagt werden, aber im Rahmen einer zivilisierten Gelehrtendiskussion.“ Der Antisemitismusvorwurf dürfe nicht dazu missbraucht werden, „Kritik an Israel automatisch zu verhindern“.
Das „Grass-Bashing“ bemängelte der Literaturwissenschaftler und Journalist Thomas Rothschild. Grass habe ein „schlechtes Gedicht“ geschrieben, bei dem es allein um die politische Aussage gehe, die in jeder Form zum gleichen Ergebnis geführt hätte. Die Kritiker „wiederholten rhetorisch ihre seit Langem bekannten Voreinstellungen.“ Er setzte sich mit den negativen Reaktionen von Broder, Joffe, Wolffsohn, Reich-Ranicki und Zimmermann auseinander. Dagegen unterstrich er: Es gebe eine beträchtliche Zahl von Juden, die eher mit Grass als mit Broder übereinstimmten. Die Antisemitismusvorwürfe habe nur Rolf Hochhuth mit seiner „Gehässigkeit“ gegenüber dem „eindeutig begabteren Kollegen“ überboten.
Alfred Grosser deutete Grass’ Gedicht ausschließlich als Kritik an der israelischen Regierung und gab seinen Aussagen inhaltlich recht. Er widersprach der Behauptung, das Gedicht sei antisemitisch, und wandte sich dabei namentlich gegen Reich-Ranicki. Zwar gebe es in der Tat kein Tabu, Kritik an israelischer Politik zu äußern, es werde darauf jedoch zu schnell mit Antisemitismusvorwürfen reagiert. Er werfe Grass vor, dass er seine Mitgliedschaft in der Waffen-SS zu lange verschwiegen habe. „Aber da muss man ergänzen: Es gab damals 900.000 junge Deutsche, die in der Waffen-SS waren, nicht aber in der SS.“ Zur französischen Reaktion bemerkte er, man könne die „ganze Emotion in Deutschland“ nicht verstehen. Es habe lediglich ein paar kleinere, eher Grass zustimmende Artikel gegeben.
Der US-amerikanische jüdische Politologe Peter Beinart schrieb im Stern, der Text sei „verstörend“. Grass bediene sich „nationalsozialistischen Vokabulars“, wenn er davon spreche, Israel wolle das iranische Volk «auslöschen». Durch die „Gleichsetzung israelischer Politik mit dem Holocaust“ untergrabe Grass „jedes seiner vielleicht richtigen Argumente.“ Beinart übte scharfe Kritik an der Regierung Netanjahu, vor allem hinsichtlich ihrer Siedlungspolitik.
Dem Literaturhistoriker und Philologen Klaus Briegleb zufolge gab es bei Grass immer wieder „eine aggressiv belehrende Rechthaberei in jüdischen Angelegenheiten“ sowohl literarisch wie auch politisch. Dass Grass kurz nach Erscheinen seines Gedichtes mehrmals betonte, er habe erstmals öffentlich gegen die israelische Politik Stellung bezogen, sei falsch. Bereits 1973 habe er in seinem Aufsatz „Israel und ich“ geschrieben, durch die schleichende Annexion der besetzten Gebiete habe Israel den arabischen Staaten den Kriegsvorwand geboten. Auch hier habe Grass, urteilt Briegleb, wie in seinem jüngsten Gedicht, mit der Umkehr von Tätern und Opfern gearbeitet. In seiner Novelle Im Krebsgang schreibe er beim Untergang des Flüchtlingsschiffs Gustloff Anfang 1945 von einem «nie gehörten Endschrei», „eine Umdrehung in der Metapher von der Endlösung der Judenfrage.“ Damit verrate er „einen bildlich wertenden Rollentausch der deutschen Opfer gegen die Opfer der Shoah.“ Für Grass, so Briegleb, sei die Attacke eine Form der Verdrängung eigener Schuld.
Hamid Dabashi – iranisch-amerikanischer Historiker und Literaturwissenschaftler – arbeitete den nicht abgeschlossenen post-kolonialen europäischen Diskurs heraus, in dem Israel als eines der letzten Objekte der europäischen Verbrechen in der Welt, selbst als Resultat dieser, besteht. Dabashi untersucht weiterhin das Gedicht und kommt nach Berücksichtigung historischer und politischer Aspekte zu dem Urteil, dass der Vorwurf des Antisemitismus gegen Grass haltlos sei.
Nach Auffassung des US-amerikanischen Historikers Fritz Stern ist das Gedicht eine „ungeheure Selbstverwundung,“ die „der Sache“ geschadet habe. Er kenne Grass persönlich aus den 1960er und 70er Jahren, sei sehr beeindruckt von der „Blechtrommel“ und habe sein politisches Engagement geschätzt. „Er hat sich schon seit langer Zeit als Moralapostel aufgespielt,“ konstatiert Stern. Seine Mitgliedschaft in der Waffen-SS „als Halbwüchsiger“ in den Mittelpunkt zu stellen, sei unfair, „wie überhaupt die ganze Debatte in Deutschland.“ Besonders störe ihn „das exzessive ad personam“ und der Antisemitismus-Vorwurf. Zu glauben, wer Israel kritisiere, sei deshalb ein Antisemit, hält er für „gefährlichen Blödsinn.“ Das Gedicht enthalte einige richtige Aussagen oder Ansichten – und sehr viele falsche. „Es war eine Provokation“, auch weil Grass versucht habe, es gleichzeitig international zu publizieren. Naivität könne man ihm nicht zubilligen. Die Verwendung „historisch belasteter Begriffe“ wie «Auslöschung» und das „Gleichsetzen von Israel mit Iran“ nannte er „bedrückend“. Scharf verurteilte er die offizielle Antwort des israelischen Innenministers. Ihn (Grass) so wichtig zu nehmen, dass ihm die Einreise verweigert werde, zeige „autistische Arroganz, die toll und gefährlich ist.“ Kritik an der israelischen Politik sei ein „Akt der Solidarität“.
Aus der Sicht des Germanisten, Grass-Biografen und Herausgebers seiner Werkausgabe Volker Neuhaus öffnet das „tagespolitische Protestgedicht“ eine „neue Dimension im Werk“. Die heftige Diskussion über die Verse sei ein „Riesenerfolg für die Literatur“. Positiv bewertet er auch, dass die deutschen Waffenlieferungen an Israel bekannter wurden. Er spricht von einer „Vergeltungssucht“ einzelner Kritiker wie Durs Grünbein und Hans Ulrich Gumbrecht.
Einer der Gründe für die schon häufiger geübte „Totalkritik“ sei, dass Grass sich meistens politisch mit „Absolutheit“ äußere. Neuhaus vermutet einen „inszenierten Konflikt“, denn am Tag der Erstveröffentlichung sei in der Welt Henryk M. Broders Replik erschienen, im Internet sogar früher. Der Zeit hatte Grass, laut Neuhaus, kurz zuvor vergeblich eine erste Version angeboten, auf die Broder reagiert habe.
Den Begriff „Erstschlag“ bezieht Neuhaus nicht auf Israel, sondern auf die Debatten der Reagan-Zeit in den USA über die Möglichkeit eines Atomkriegs. Er betont Grass’ antikapitalistisches Denken mit dem Ziel einer gerechten Gesellschaft und weist auf seine Freiheitskritik, seine antiwestliche Haltung und seine Abneigung gegen die Ideale der Französischen Revolution hin. Daher sei das Argument, bei Israel handle es sich um die einzige Demokratie im Nahen Osten, für Grass substanzlos. Mit seinem „nie zu tilgenden Makel“ beschreibe Grass seine oftmals dargelegte Herkunft aus einer nationalsozialistischen Familie und sein Festhalten an dieser Ideologie bis nach Kriegsende. Auch das Klima des Schweigens über die Beteiligung an Naziverbrechen war sein lebenslanges Thema. Im Fall seiner Zugehörigkeit zur Waffen-SS habe er aber lange geschwiegen. In dem Gedicht spreche der Bürger, nicht der Schriftsteller oder Nobelpreisträger.
Der Bonner Völkerrechtler Stefan Talmon veröffentlichte in der FAZ eine juristische Einschätzung zu den in Grass’ Gedicht angesprochenen Sachverhalten. Darin setzt er sich u. a. mit der Zulässigkeit eines Präventivschlags auseinander. Mangels unmittelbar drohender oder naher Gefahr würde ein Angriff auf die Atomanlagen einen Verstoß gegen die Charta der Vereinten Nationen darstellen. Der in „mutmaßlicher feindseliger Absicht erfolgende Erwerb der Fähigkeit zur Herstellung von Nuklearwaffen“ gebe dem bedrohten Staat kein Recht zur vorweggenommenen Selbstverteidigung.
Grass’ Vorwurf gegen Deutschland, durch die Waffenlieferung zum «Zulieferer des Verbrechens» zu werden, sei völkerrechtlich dagegen nur als Beihilfe relevant, wenn es eine bewusste Lieferung mit dem Ziel gewesen wäre, diesen Angriff zu unterstützen. Davon geht Talmon in seiner Einschätzung jedoch nicht aus. Eine „völkerrechtlich nicht gerechtfertigte Verteidigung des Aggressors“ wäre jedoch die Einlösung einer Beistandserklärung, die Merkel vor der Knesset 2008 für den Fall eines militärischen Erstschlags gegeben habe.
Talmon sieht aus völkerrechtlicher Sicht einen Unterschied zwischen Iran und Israel. Israel habe im Gegensatz zum Iran nie die Verträge über Nichtverbreitung von Kernwaffen und umfassende Sicherungsmaßnahmen mit der Internationalen Atombehörde abgeschlossen. Deswegen habe auch nur der Iran seine völkerrechtlichen Verpflichtungen aus den Verträgen gebrochen, indem er sich nämlich der umfassenden Kontrolle seiner Atomanlagen verweigert habe.
Nach Ansicht von Carla Dondera zeichnet Grass sich durch eine „frappierende Faktenresistenz […] hinsichtlich der realen Bedrohungslage Israels im Nahen Osten“ aus. Grass’ „Hirngespinste“ erfüllten jedoch „ihre Funktion als Gewissensentlastung insbesondere dort“, wo Juden, „die in der Post-Holocaust-Gesellschaft stets die Erinnerung an die Shoah repräsentieren“, in der Sichtweise von Antisemiten selbst zu Tätern würden. Dondera erwähnt zudem „zwei weitere Exempel antisemitisch geprägter Kontroversen“ aus demselben Jahr, die Beschneidungsdebatte sowie die Augstein-Debatte. Auch wenn sich ein direkter Zusammenhang zwischen diesen Debatten nicht nachweisen lasse, sei es auffallend, dass sich innerhalb weniger Monate eine „Erosion politisch-diskursiver Grenzen“ ereignet habe.

## Stellungnahmen von Grass
Günter Grass sagte im NDR in einer ersten Stellungnahme am 5. April 2012, dass „alte Klischees bemüht“ würden, die zum Teil verletzend seien: „Es wird sofort, was ja auch zu vermuten war, mit dem Begriff Antisemitismus gearbeitet.“ Weiter kritisierte er, dass „in einem demokratischen Land, in dem Pressefreiheit herrscht, eine gewisse Gleichschaltung der Meinung im Vordergrund steht und eine Weigerung, auf den Inhalt, die Fragestellungen, die ich hier anführe, überhaupt einzugehen.“ So stehe in einer „der Springer-Zeitungen“ der „ewige Antisemit“, was „eine Umkehrung des ‚ewigen Juden‘“ sei. Dies empfinde er als „verletzend“ und „demokratischer Presse nicht würdig“. Dem Vorwurf des Antisemitismus trat Grass entgegen, indem er seinen Kritikern einen Blick in seine Bücher empfahl, „in denen ich immer wieder den deutschen Antisemitismus kritisiert habe.“
In einem Interview mit Tom Buhrow in den tagesthemen vertrat er die These, ein Präventivschlag sei „das Aufkündigen des diplomatischen Verhaltens“, das „uns unter anderem über sechs Jahrzehnte Frieden in Europa garantiert“ habe. Ein israelischer „Angriff auf eine iranische Atomanlage“ würde zu einem „atomaren GAU“ führen und wäre als „Ausweitung eines Konflikts in einer ohnehin instabilen Region (…) äußerst gemeingefährlich.“ Auf die Frage nach möglichen wohlwollenden Kommentaren „aus der rechten Ecke“, erwiderte Grass: „Mein Standpunkt ist: Nur keine Angst vor dem Beifall der falschen Seite. Wenn man dem folgt, verbietet man sich selbst das Maul.“ Außerdem betonte er, er habe zahlreiche zustimmende E-Mails erhalten. Der Begriff des Schweigens stehe im Mittelpunkt seines Gedichtes. „Dieses Aussparen, dieses feige sich Wegducken, das schlägt schon in Nibelungentreue um.“ „Ja keine Kritik an Israel“ sei das schlimmste, was man Israel antun könne. Er wolle mit seinem Gedicht und Aufruf auch die Warnungen des Verteidigungsministers de Maiziere vor einem militärischen Konflikt mit dem Iran unterstützen, entgegnete er auf eine entsprechende Frage Buhrows. Hier (in Deutschland) werde verschwiegen, dass Israel Atommacht sei. Dagegen seien der „Blödsinn und die Lügen“, die Mahmud Ahmadinedschad von sich gebe, bekannt. Anschließend begründete er, warum er in dem Gedicht von der „Heuchelei des Westens“ spreche. „Wie viele Diktaturen von der Qualität des Iran sind vom Westen unterstützt worden,“ nur weil sie antikommunistisch gewesen seien. Der Iran habe nicht die Macht, den Weltfrieden zu gefährden, Israel habe das Potenzial dazu. Da die „illegale“ Siedlungspolitik von vielen kritisiert werde, „steht sie hier (in dem Gedicht) nicht drin.“ Er äußere sich zum ersten Mal in diesem Umfang kritisch über Israel, weil er der Auffassung sei, man müsse zunächst vor der eigenen Tür kehren. Zum Schluss wünschte er sich eine „weniger gleichgeschaltete Presse“.
Im 3sat-Kulturmagazin Kulturzeit unterstrich er, er wolle sein Gedicht „auf keinen Fall widerrufen“. Er bezeichnete es jedoch als Fehler, von Israel und nicht von der „gegenwärtigen Regierung Israels“ gesprochen zu haben. Die Lieferung „eines sechsten U-Boots an Jerusalem“ durch Deutschland sei jedoch „eine falsche Form der Wiedergutmachung“.
Auch der Süddeutschen Zeitung gab er ein Interview und machte deutlich, er sei es gewohnt, dass seine Werke zum Teil auf heftige Kritik stießen. Enttäuscht äußerte er sich jedoch darüber, dass „der kränkende und pauschale Vorwurf des Antisemitismus“ gegen ihn erhoben worden sei. Nicht er sei ein Friedensstörer, sondern die derzeitige israelische Regierung, die mit „dem Iran und der Vermutung, dass dort eine Atombombe gebaut wird, einen Popanz“ aufbaue. Nach einem zeitlichen Abstand hoffe er auf eine Versachlichung der Debatte und eine Diskussion über die Inhalte seines Gedichts. Er sprach von einem „Hordenjournalismus“ gegen ihn und sagte zu den wiederholten Vorwürfen wegen seiner NS-Vergangenheit: „Ich bin entsetzt, wie 30-, 35- und 40-jährige Journalisten, die das Glück gehabt haben, in einer langen Friedensperiode aufzuwachsen, über einen Mann urteilen, der im Alter von 17 Jahren in die Waffen-SS gezogen wurde, sich nicht freiwillig gemeldet hat. Dies tut eine Generation, die von ihren Freiheitsrechten, die sie heute hat, meiner Meinung nach viel zu wenig Gebrauch macht.“
Grass reagierte auf das gegen ihn auf Grund des Gedichtes ausgesprochene „Einreiseverbot“ nach Israel mit dem Text „Damals wie heute – Meine Antwort auf jüngste Beschlüsse“ in der Süddeutschen Zeitung, in welchem er die gegen ihn verhängten Einreiseverbote – durch die Diktaturen DDR und Birma und das demokratische Israel – und die späteren Entwicklungen in diesen Staaten reflektiert. Er äußerte, dass der Tonfall des israelischen Innenministers ihn an das Verdikt des Chefs der DDR-Staatssicherheit, Erich Mielke, erinnere.